# Pheidole rugaticeps
Pheidole rugaticeps is een mierensoort uit de onderfamilie van de Myrmicinae. De wetenschappelijke naam van de soort is voor het eerst geldig gepubliceerd in 1877 door Emery.